# Lans (Tirol)
Lans ist eine Gemeinde mit 1173 Einwohnern (Stand 1. Jänner 2024) im Bezirk Innsbruck-Land, Tirol (Österreich). Die Gemeinde liegt im Gerichtsbezirk Innsbruck.

## Geografie
Der Ort liegt acht Kilometer südlich von Innsbruck, am südöstlichen Mittelgebirge, am Fuße des Patscherkofels (2246 m). Der Lanser See ist in der Eiszeit entstanden und wird von unterirdischen Quellen gespeist. Er ist Naherholungsgebiet für die Innsbrucker Bevölkerung. In der Gemeinde befinden sich der Golfplatz Sperberegg und das Gesundheitszentrum Lanserhof. Am Ortsrand führt die Mittelgebirgsbahn vorbei, die Lans mit dem benachbarten Igls und mit Innsbruck verbindet.

### Gemeindegliederung
Lans besteht aus einer einzigen, gleichnamigen Katastralgemeinde und Ortschaft.
| Katastralgemeinden | Ortschaften in der Gemeinde                                                     |
| ------------------ | ------------------------------------------------------------------------------- |
| Lans (6,29 km²)    | Lans (D) Am Seerosenweiher (R) Lanser See (R) Patscherkofel (ZH) Sparberegg (R) |
| Legende            |                                                                                 |

| In der Spalte Katastralgemeinden sind sämtliche Katastralgemeinden einer Gemeinde angeführt. In der Klammer ist die jeweilige Fläche in km² angegeben. |
| In der Spalte Ortschaften sind sämtliche von der Statistik Austria erfassten Siedlungen, die auch eine eigene Ortschaftskennziffer aufweisen, angeführt. In der Hierarchieebene derselben Spalte, rechts eingerückt, werden nur Ansiedlungen, die mindestens aus mehreren Häusern bestehen, dargestellt. Die wichtigsten der verwendeten Abkürzungen sind: - M = Hauptort der Gemeinde - Stt = Stadtteil - R = Rotte - W = Weiler - D = Dorf - ZH = Zerstreute Häuser - Sdlg = Siedlung - Hgr = Häusergruppe - E = Einzelgehöft (nur wenn sie eine eigene Ortschaftskennziffer haben) Die komplette Liste der Statistik Austria ist in: Topographische Siedlungskennzeichnung nach STAT Zu beachten ist, dass manche Orte unterschiedliche Schreibweisen haben können. So können sich Katastralgemeinden anders schreiben als gleichnamige Ortschaften bzw. Gemeinden. Quelle: Statistik Austria – |

Die einzige Alm im Gemeindegebiet ist die Lanser Alm.

### Nachbargemeinden
|                        | Innsbruck (Pradl, Amras)                    | Aldrans  |
| Innsbruck (Vill, Igls) | Kompassrose, die auf Nachbargemeinden zeigt | Sistrans |
| Patsch                 | Ellbögen                                    |          |

## Geschichte
Der Ortsname entstammt nach Auffassung von Sprachwissenschaftlern wahrscheinlich der illyrischen Sprache. Erstmals wurde Lans im Jahr 1177 als predium Lannes (Gut Lans) in einer päpstlichen Besitzbestätigungsurkunde für das Kloster Biburg erwähnt. Es liegt dem Ortsnamen vielleicht das antike Wort *landiia (‚zum freien Land gehörig‘) zugrunde. Die Ortschaft lag an der schon von den Römern geschaffenen Verkehrsverbindung von Hall in Tirol nach Matrei am Brenner, die im späten Mittelalter als „Salzstraße“ von großer wirtschaftlicher Bedeutung war. Seit 1379 wurde der Zoll zu einer wichtigen Einnahmequelle der Gemeinde.
Offensichtlich hatten die Markgrafen von Istrien Besitz in der Gemeinde gehabt, denn 1288 schenkten sie dem Kloster Benediktbeuern einen Hof in Lans. 1313 wurde Lans in einem Steuerregister erstmals als Gemeinde bezeichnet, und 1406 fand erstmals ein Dorfmeister Erwähnung. 1328 kam der Lanser See als Entschädigung für den Aufwand seiner Hochzeitsfeier von König Heinrich II. mit Beatrice von Savoyen an das Stift Wilten.
Im 17. und 18. Jahrhundert war Lans für sein Bauerntheater berühmt, wobei es im Jahre 1678 zu einem Unglück kam. Während einer Vorstellung, bei der auch Karl von Lothringen und seine Frau anwesend waren, stürzte die Decke ein und verletzte einen General und seine Gattin.
1845 begann die Errichtung von Landhäusern und Villen in der bis dahin bäuerlich geprägten Gemeinde. 1900 wurde der Fremdenverkehr durch den Bau der Mittelgebirgsbahn angeregt. 1902 wurde der Ort von einer Feuersbrunst heimgesucht, die große Teile des Ortes zerstörte.
Nach dem Zweiten Weltkrieg kam es unter den Bauern zu einer Abwanderungswelle, die Hand in Hand ging mit der zunehmenden Mechanisierung der landwirtschaftlichen Arbeit. Seit Mitte der 1960er-Jahre zogen immer mehr Städter nach Lans, wodurch sich Ortsbild und -charakter gravierend veränderten.

### Bevölkerungsentwicklung
EinwohnerJahr200400600800100012001860189019201950198020102040EinwohnerEinwohnerentwicklung von Lans

## Kultur und Sehenswürdigkeiten

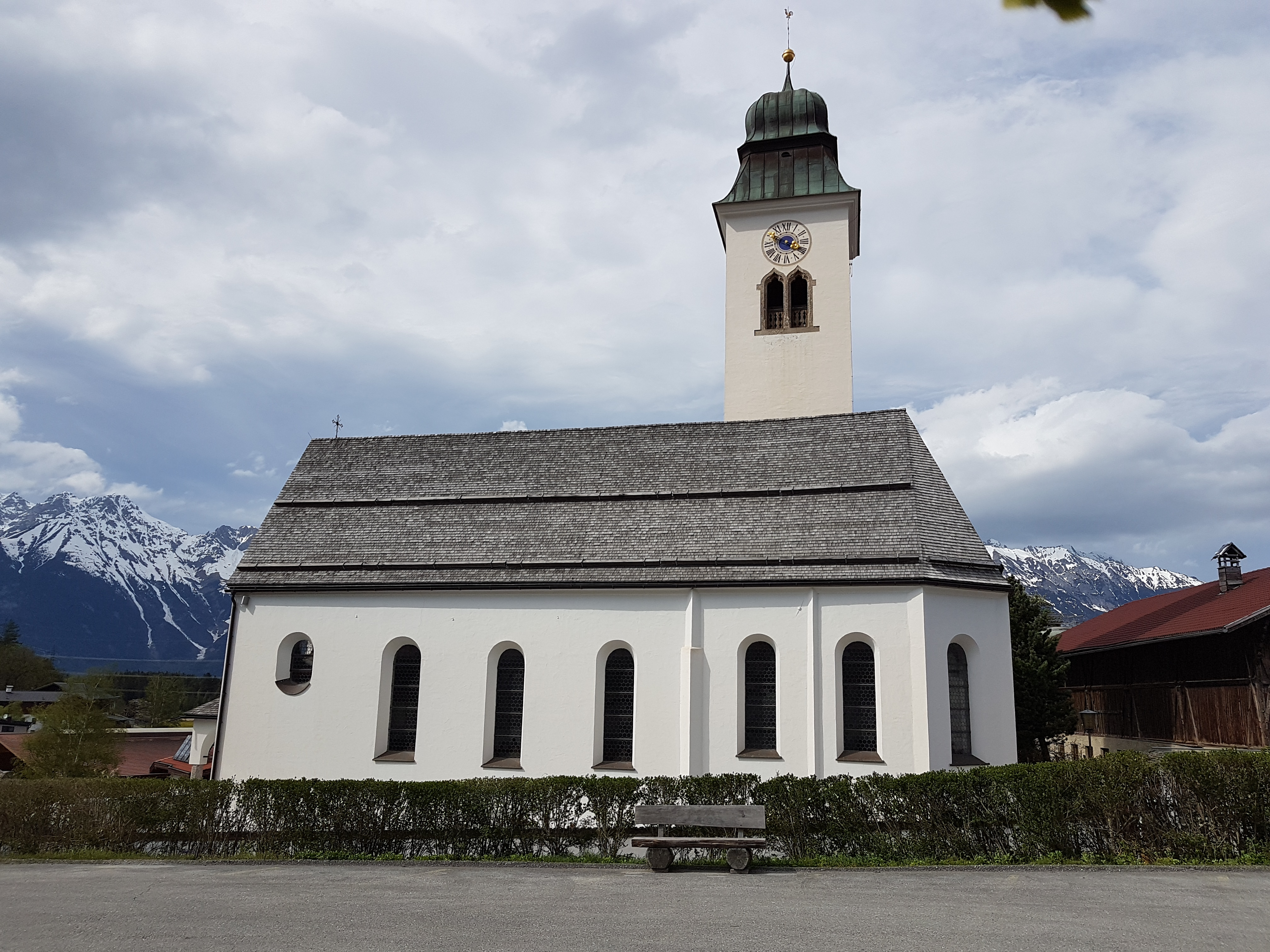
Pfarrkirche Lans

- Katholische Pfarrkirche Lans hl. Lambert
- Paschbergkapelle
- Bildstock am Ortsausgang zu Aldrans
- Villa Oellacher

## Wirtschaft und Infrastruktur
Der Ort wurde 1752 von Anton Roschmann als Luftkurort und Sommerfrische entdeckt.
Seit über 200 Jahren gibt es in Lans eine Volksschule (Neubau als Bildungszentrum 2020 mit Volksschule, Kindergarten und Kindergrippe, Musikschule, Bibliothek und Veranstaltungszentrum).
Einige Gasthäuser, Lebensmittelgeschäft (M-Preis),  Fahrradwerkstätte Bikefabrik, u. a.
Öffentlicher Verkehr: Lans ist mit der Buslinie J der Innsbrucker Verkehrsbetriebe alle 10 bis 30 Minuten mit Igls sowie dem Zentrum von Innsbruck und dem Innsbrucker Stadtteil Hötting und der Hungerburgbahn verbunden. Die Linie M verbindet Lans alle 15 bis 30 Minuten mit Aldrans, Sistrans und dem Zentrum von Innsbruck. Ebenso verkehrt die Innsbrucker Mittelgebirgsbahn (Linie 6) und die Buslinie 4134 (Postbus).

## Politik
Die letzten Bürgermeisterwahlen fanden gleichzeitig mit den Gemeinderatswahlen am 27. Februar 2022 statt.
Dabei wurde Benedikt Erhard zum Bürgermeister gewählt.
| Partei                                | Prozent | Stimmen | Sitze im Gemeinderat | Koppelung |
| ------------------------------------- | ------- | ------- | -------------------- | --------- |
| LISTE LANS Dr. Benedikt Erhard - LILA | 71 %    | 372     | 8                    |           |
| Die Grünen Lans - Grüne               | 29 %    | 155     | 3                    |           |

### Partnergemeinde
- Boutigny-sur-Essonne (Frankreich)
- Montan (Italien, Südtirol)

### Wappen
Blasonierung:
„Schräg-rechts im silbernen Feld eine rot-silberne Mitra auf einer schwarzen Lanze, im blauen Feld eine goldbesaumte silberne Seerose.“
Die Gemeindefarben sind Weiß-Blau.
Das 1983 verliehene Gemeindewappen zeigt mit Mitra und Lanze die Attribute des Pfarrpatrons, des Hl. Lambert, und verweist mit der Seerose auf blauem Grund auf den Lanser See und den Seerosenweiher.

## Persönlichkeiten
- Heinrich C. Berann (1915–1999), Grafiker und Maler, v. a. durch seine Panaormakarten bekannt, wohnte und arbeitete von 1952 bis zu seinem Tod in Lans
- Christian Berger (* 1945), Universitätsprofessor, Drehbuchautor, Filmproduzent, Kameramann und Regisseur
- Wilhelm Czermak (1856–1906), Mediziner
- Erik von Kuehnelt-Leddihn (1909–1999), Historiker und Politologe, lebte von 1952 bis zu seinem Tod in Lans
- Hellmut Lantschner (1909–1993), Weltmeister im Abfahrtslauf (WM 1939 in Zakopane)
- Arno Halusa (1911–1979), Beamter und Diplomat (Österreichischer Botschafter in Indien, Thailand und den Vereinigten Staaten und ständiger Vertreter bei der OECD)
- Franz Stummvoll (1921–2006), Maler, Grafiker und Schriftkünstler, Stummvoll lebte bis zu seinem Tod in Lans
- Alois Partl (* 1929), ehemaliger Landeshauptmann Tirols
- Alois Schöpf (* 1950), Schriftsteller, Journalist und Musiker
- Elisabeth Wiesmüller (* 1950), Gemeinderätin in Lans und Landtagsabgeordnete
- Armin Frauscher (* 1994), Kunstbahnrodler Einzel, Doppelsitzer und Team-Staffel